# Rio Cristești (Moldova)
O Rio Cristeşti é um rio da Romênia, afluente do Moldova, localizado no distrito de Iaşi.